# Dasypyrum villosum
Il grano villoso (Dasypyrum villosum (L.) Borbás, 1896) è una pianta angiosperma monocotiledone appartenente alla famiglia delle Poacee (o Gramineae, nom. cons.).

## Etimologia
In nome generico (Dasypyrum) deriva da due parole greche: "dasys" (= peloso) e "pyros" (= grano); è una pianta villosa. L'epiteto specifico (villosum = peli lunghi) indica una pianta in tutto o in parte coperta da lunghi peli.
Il binomio scientifico di questa pianta inizialmente era Secale villosum, proposto dal botanico Linneo (1707 – 1778) in una pubblicazione del 1753, modificato successivamente in quello attualmente accettato Dasypyrum villosum perfezionato dal botanico ungherese Vincze von Borbás (1844 - 1905) nella pubblicazione "Királyi Magyar Természettudományi Társulat Közlönye" (Term. Közl. 28: 332 - 1896) del 1896.

## Descrizione

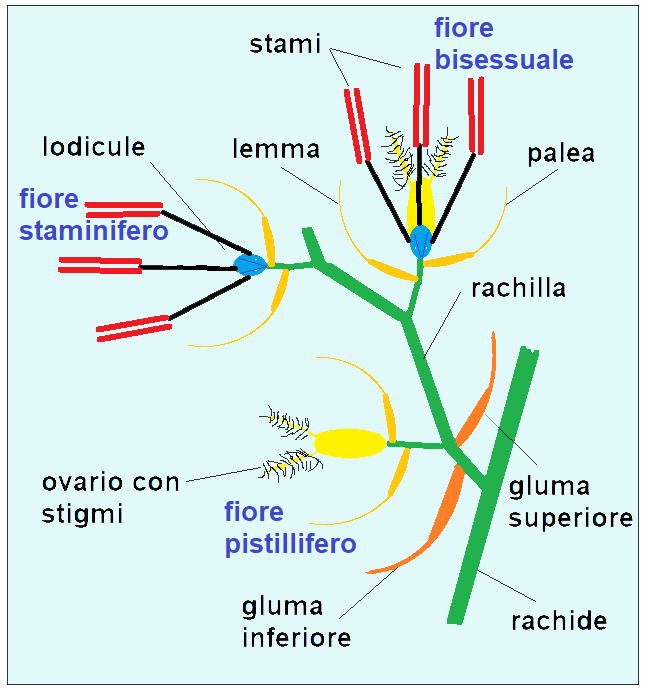
Spighetta generica con tre fiori diversi

Queste piante arrivano ad una altezza di 2 - 6 dm (massimo 70 cm). La forma biologica è terofita scaposa (T scap), ossia in generale sono piante erbacee che differiscono dalle altre forme biologiche poiché, essendo annuali, superano la stagione avversa sotto forma di seme e sono munite di asse fiorale eretto e spesso privo di foglie.

### Radici
Le radici sono del tipo fascicolato.

### Fusto
La parte aerea del fusto è ginocchiato alla base e quindi eretta. Le foglie avvolgono il culmo fino alla base della spiga.

### Foglie
Le foglie lungo il culmo sono disposte in modo alterno, sono distiche e si originano dai vari nodi. Sono composte da una guaina, una ligula e una lamina. Le venature sono parallelinervie. Non sono presenti i pseudopiccioli e, nell'epidermide delle foglia, le papille. 
- Guaina: la guaina è abbracciante il fusto; sono presenti dei padiglioni auricolari falcati.
- Ligula: la ligula è troncata e sfrangiata. Lunghezza della ligula: 2 mm.
- Lamina: la lamina ha delle forme generalmente lineari e più o meno piatte. La consistenza è mollemente vellutata. Dimensioni della lamina fogliare: larghezza fino a 8 mm; lunghezza 2 – 15 cm.

### Infiorescenza
Infiorescenza principale (sinfiorescenza o semplicemente spiga): le infiorescenze di tipo racemoso terminale hanno la forma di una pannocchia ovata. Le spighette sono una per nodo. La fillotassi dell'inflorescenza inizialmente è a due livelli (o a due ranghi), anche se le successive ramificazioni la fa apparire a spirale. Dimensione della spiga: larghezza 1,5 – 2 cm; lunghezza 6 – 10 cm.

### Spighetta
Infiorescenza secondaria (o spighetta): le spighette, compresse lateralmente, sottese da due brattee distiche e strettamente sovrapposte chiamate glume (inferiore e superiore), sono formate da 2 fiori fertili disposti in modo opposto. Possono essere presenti dei fiori sterili; in questo caso sono in posizione distale rispetto a quelli fertili. Alla base di ogni fiore sono presenti due brattee: la palea e il lemma. La disarticolazione avviene con la rottura della rachilla sul nodo della spighetta. Lunghezza delle spighette: 7 – 20 mm.
- Glume: le glume sono uguali, con forme oblanceolate-bilobe. La carena presenta dei ciuffi cigliati patenti. L'apice è provvisto di una resta di 25 – 32 mm. Lunghezza delle glume: 8 mm.
- Palea: la palea è un profillo con alcune venature e margini cigliati; di solito è lunga 12 mm.
- Lemma: il lemma, cigliato, ha una forma lanceolata con resta. Lunghezza del lemma: 13 mm. Lunghezza della resta: 35 – 40 mm.

### Fiore
I fiori fertili sono attinomorfi formati da 3 verticilli: perianzio ridotto, androceo  e gineceo.
- Formula fiorale:[7]

*, P 2, A (1-)3(-6), G (2–3) supero, cariosside.
- Il perianzio è ridotto e formato da due lodicule, delle squame traslucide, poco visibili (forse relitto di un verticillo di 3 sepali). Le lodicule sono membranose e non vascolarizzate; spesso sono cigliate ai margini.
- L'androceo è composto da 3 stami ognuno con un breve filamento libero, una antera sagittata e due teche. Le antere (lunghe 4 mm) sono basifisse con deiscenza laterale. Il polline è monoporato.
- Il gineceo è composto da 3-(2) carpelli connati formanti un ovario supero. L'ovario, pubescente all'apice, ha un solo loculo con un solo ovulo subapicale (o quasi basale). L'ovulo è anfitropo e semianatropo e tenuinucellato o crassinucellato. Lo stilo, che si origina dal lato abassiale dell'ovario, è breve con due stigmi papillosi e distinti.
- Fioritura: da maggio a giugno.

### Frutti
I frutti sono del tipo cariosside, ossia sono dei piccoli chicchi indeiscenti, con forme da ovate a oblunghe, nei quali il pericarpo è formato da una sottile parete che circonda il singolo seme. In particolare il pericarpo è fuso al seme ed è aderente. L'endocarpo non è indurito e l'ilo è lungo e lineare. L'embrione è lungo 1/3 della lunghezza del frutto ed è provvisto di epiblasto; ha inoltre un solo cotiledone altamente modificato (scutello senza fessura) in posizione laterale. I margini embrionali della foglia non si sovrappongono.

## Biologia
Come gran parte delle Poaceae, le specie di questo genere si riproducono per impollinazione anemogama. Gli stigmi più o meno piumosi sono una caratteristica importante per catturare meglio il polline aereo. 
La dispersione dei semi avviene inizialmente a opera del vento (dispersione anemocora) e una volta giunti a terra grazie all'azione di insetti come le formiche (mirmecoria). In particolare i frutti di queste erbe possono sopravvivere al passaggio attraverso le budella dei mammiferi e possono essere trovati a germogliare nello sterco.

## Distribuzione e habitat

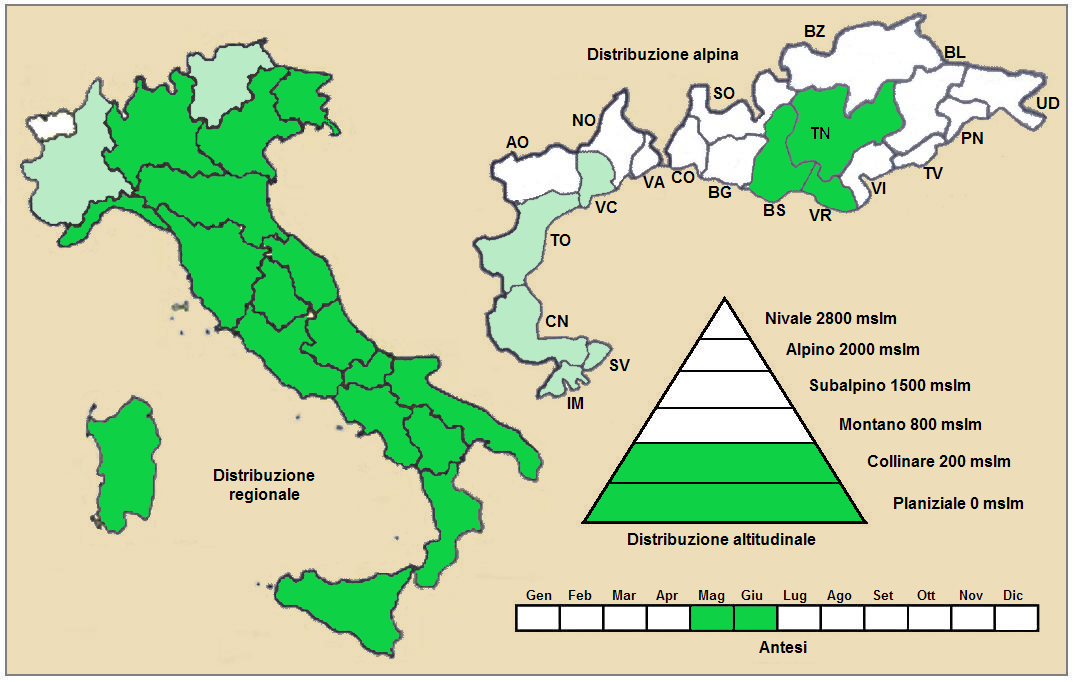
Distribuzione della pianta
(Distribuzione regionale – Distribuzione alpina)

- Geoelemento: il tipo corologico (area di origine) è Euri-Mediterraneo / Turanico.
- Distribuzione: in Italia è una pianta più o meno comune e si trova su tutto il territorio. Nelle Alpi si trova al centro. Sugli altri rilievi europei collegati alle Alpi si trova nei Pirenei, Monti Balcani e Carpazi.[14] Nel resto dell'Europa e dell'areale del Mediterraneo questa specie si trova nell'Europa mediterranea orientale, Transcaucasia, Anatolia e Magreb.[15]
- Habitat: gli habitat tipici per questa pianta sono gli incolti, i pascoli aridi, i bordi delle vie e i cumuli di macerie. Il substrato preferito è calcareo ma anche calcareo/siliceo con pH basico, bassi valori nutrizionali del terreno che deve essere arido.[14]
- Distribuzione altitudinale: sui rilievi queste piante si possono trovare fino a 1.600 m s.l.m.; frequentano quindi i seguenti piani vegetazionali: collinare e quello planiziale (al livello del mare).

### Areale alpino
Dal punto di vista fitosociologico alpino Dasypyrum villosum appartiene alla seguente comunità vegetale:
- Formazione: delle comunità terofiche pioniere nitrofile

- Classe: Stellarietea mediae

### Areale italiano
Per l'areale completo italiano la specie di questa appartiene alla seguente comunità vegetale:
- Macrotipologia: vegetazione erbacea sinantropica, ruderale e megaforbieti

- Subclasse: Chenopodio-Stellarienea Rivas Goday, 1956

- Ordine: Sisymbrietalia officinalis J. Tüxen ex W. Matuszkiewicz, 1962

- Alleanza: Securigero securidacae–Dasypyrion villosi Cano-Ortiz, Biondi & Cano, 2015

Descrizione. L'alleanza Securigero securidacae–Dasypyrion villosi è relativa alle comunità erbacee nitrofile sviluppate su suoli ad elevata quantità di materiale organico (e azoto) e caratterizzate da densa copertura e consistente biomassa. La distribuzione delle specie di questa alleanza è nel Mediterraneo con climi temperati. In Italia questa cenosi è frequente soprattutto nelle regioni centro-meridionali.
Altre alleanze per questa specie sono:
- Ranunculo neapolitani-Arrhentatherion elatioris
- Echio plantaginei-Galactition tomentosae
- Taeniathero-Aegilopion geniculatae
- Fedio graciliflorae-Convolvulion cupaniani

## Tassonomia
La famiglia delle Poacee comprende circa 800 generi e oltre 9.000 specie. È una delle famiglie più numerose e più importanti del gruppo delle monocotiledoni. La famiglia è suddivisa in 12 sottofamiglie, il genere Dasypyrum  fa parte della sottofamiglia Pooideae, tribù Hordeeae.

### Filogenesi
Il genere Dasypyrum fa parte della tribù Hordeeae (supertribù Triticodae T.D. Macfarl. & L. Watson, 1982). La supertribù Triticodae comprende tre tribù: Littledaleeae, Bromeae e Hordeeae. All'interno della supertribù, la tribù Hordeeae forma un "gruppo fratello" con la tribù Bromeae.
Il genere Dasypyrum comprende piante con il genoma designato "V".
Il numero cromosomico per D. villosum è: 2n = 14.